# Thomas Deng
Thomas Jok Deng (født 20. marts 1997) er en australsk professionel fodboldspiller, som spiller for J1 League-klubben Albirex Niigata og Australiens landshold.

## Klubkarriere

### Tidlige karriere
Deng begyndte med at spille for semi-professionelle hold, før han i 2015 fik chancen med Melbourne Victory.

### Japanske klubber
Deng skiftede i 2020 til Urawa Red Diamonds. Han skiftede i 2022 til Albirex Niigata.

## Landsholdskarriere

### Ungdomslandshold
Deng har repræsenteret Australien på U/20-niveau.

### Olympiske landshold
Deng var del af Austrialiens trup til sommer-OL 2020.

### Seniorlandshold
Deng debuterede for Australiens landshold den 15. oktober 2018.

## Privat
Deng var født i Nairobi, Kenya til en flygtningefamilie fra Sydsudan. Han flyttede med sin familie til Australien i 2003.

## Titler
Melbourne Victory
- A-League: 1 (2017-18)
- FFA Cup: 1 (2015)

Albirex Niigata
- J2 League: 1 (2022)